# هوهبرگ
هوهبرگ (به آلمانی: Hohberg) یک شهر در آلمان است که در ارتناوکرایس واقع شده‌است. هوهبرگ ۷٬۸۳۵ نفر جمعیت دارد.